# Малая Кутра
Малая Кутра (Нижняя Кутра) — река в России, протекает в Вачском районе Нижегородской области. Устье реки находится в 24 км по левому берегу реки Большая Кутра. Длина реки составляет 23 км, площадь водосборного бассейна 144 км².
Исток реки у деревни Новошаново юго-восточнее райцентра посёлка Вача. Река течёт на юго-запад, затем поворачивает на северо-запад, описывая дугу южнее посёлка Вача. Протекает крупные сёла Казаково и Новосёлки, а также деревни Белогузово, Михалево, Мартино, Попышово, Лобково, Лесниково. Притоки — Вачка (правый, на реке стоит посёлок Вача); Плоскуша, Юра, Марца (левые). Впадает в Большую Кутру у деревни Сколково.

## Данные водного реестра
По данным государственного водного реестра России относится к Окскому бассейновому округу, водохозяйственный участок реки — Ока от города Муром до города Горбатов, без рек Клязьма и Тёша, речной подбассейн реки — бассейны притоков Оки от Мокши до впадения в Волгу. Речной бассейн реки — Ока.
По данным геоинформационной системы водохозяйственного районирования территории РФ, подготовленной Федеральным агентством водных ресурсов:
- Код водного объекта в государственном водном реестре — 09010301212110000031025
- Код по гидрологической изученности (ГИ) — 110003102
- Код бассейна — 09.01.03.012
- Номер тома по ГИ — 10
- Выпуск по ГИ — 0

### Притоки (км от устья)
- 3 км: ручей Марца (лв)